# Campeonato de Balonmano de Oceanía de 2010
El Campeonato de balonmano de Oceanía de 2010, fue un campeonato de balonmano celebrado en 2010, que ganó la selección Australiana. En el torneo participaron las Islas Cook, Nueva Zelanda y Australia. 

## Clasificación
|  |    | Equipos de balonmano | PJ | G | E | P | GF  | GC  | Dif  | Pts |
|  | -- | -------------------- | -- | - | - | - | --- | --- | ---- | --- |
|  | 1. | Australia            | 4  | 4 | 0 | 0 | 147 | 53  | +94  | 8   |
|  | 2. | Nueva Zelanda        | 4  | 2 | 0 | 2 | 100 | 93  | +7   | 4   |
|  | 3. | Islas Cook           | 4  | 0 | 0 | 4 | 53  | 154 | -101 | 0   |

## Resultados
- Australia 41-13 Islas Cook
- Australia 30-17 Nueva Zelanda
- Nueva Zelanda 16-30 Australia
- Nueva Zelanda 31-12 Islas Cook
- Islas Cook 7-46 Australia
- Islas Cook 21-36 Nueva Zelanda

- Datos: Q5744753